# Grassholmen
Grassholmen (norwegisch für Grasinsel) ist eine etwa 400 m lange und mit Tussock bewachsene Insel vor der Südküste des westlichen Ausläufers Südgeorgiens. Sie liegt 1,5 km südlich der Bucht Frida Hole.
Wissenschaftler der britischen Discovery Investigations benannten sie im Zuge von 1926 durchgeführten Vermessungen als Em Island. Der South Georgia Survey berichtete nach eigenen in den Jahren von 1951 bis 1952 vorgenommenen Vermessungen davon, dass die Insel den Wal- und Robbenjägern unter anderem und seitdem etablierten Namen bekannt ist. Im Englischen setzte sich die verkürzte Version als Grassholm durch.